# تکامل (فیلم ۲۰۱۵)
تکامل (انگلیسی: Evolution) یک فیلم درام به کارگردانی لوسیل هادزیالیلوویک است که در سال ۲۰۱۵ منتشر شد. از بازیگران آن می‌توان به مکس بربانت، روکسان دوران و ژولی‌ماری پارمنتیه اشاره کرد.